# Naoto Kan
Naoto Kan (菅 直 人, 10 d'octubre del 1946) és un polític japonès, membre del Partit Demòcrata del Japó. Fou Primer ministre del Japó, des del 4 de juny del 2010 (quan fou elegit per substituir Yukio Hatoyama) fins al 26 d'agost del 2011, quan va dimitir, amb la imatge molt debilitada per la gestió de la crisi provocada per l'accident nuclear de Fukushima. Yoshihiko Noda el va substituir el 2 de setembre del 2011.

## Biografia
Nascut a la ciutat d'Ube, a la prefectura de Yamaguchi, fill d'empresaris, Kan es va graduar el 1970 a l'Institut Tecnològic de Tòquio, i va obtenir la llicència per exercir com a benrishi (agent de patents) el 1971. El 1970 es va casar amb la seva cosina-germana Nobuko amb qui té dos fills Gentarō i Shinjirō. 
Entre les seves aficions cal destacar el go, el shogi i el mahjong, durant la seva època d'estudiant la seva passió pel mahjong era tan gran que va arribar a desenvolupar una màquina que calculava automàticament la difícil puntuació del mahjong, Kan va arribar a patentar aquesta màquina el 1973. Kan és conegut com a Ira-Kan o Fretful-Kan a causa del seu mal geni.
La seva dona Nobuko, en el llibre Què diables canviarà al Japó ara que tu ets primer ministre?, ha arribat a posar en qüestió la capacitat del seu marit per liderar amb solvència el Japó, dient que Naoto no té el perfil d'estadista que necessita el país i que no és més que un dels "pesos lleugers" que abunden en la política japonesa. A més, Nobuko assenyala que Naoto no té gust per vestir i que no sap cuinar ni el plat més simple, ja que la seva mare i ella mateixa l'han "malcriat durant anys".

### Política
A les eleccions generals japoneses de 1980 va aconseguir ser un dels tres diputats escollits per la Unió Socialdemòcrata, una petita formació amb un programa radicalment pacifista, antinuclear i contrari al conveni defensiu amb els Estats Units sorgida el 1978 de la fusió de dos grups escindits del Partit Socialista del Japó i que ja havia aconseguit entrar a la Dieta a les eleccions generals japoneses de 1979. Kan fou reelegit en 1983, 1986 i 1990.
En 1993 el primer ministre Kiichi Miyazawa va ser derrotat en una moció de censura i va caure el govern del Partit Liberal Democràtic del Japó (PLD). Kan va unir-se a un grup de parlamentaris rebels del PLD a la presentació del Nou Partit Pioner (NPP) de tall centrista i reformista que va proclamar la urgent necessitat de canvis en el model polític japonès, desprestigiat en l'últim sexenni pels escàndols de corrupció. Kan apareixia com la figura més progressista en un grup de modernitzadors dominat pels escindits del PLD.
En 1996, el president del Japó Tomiichi Murayama va dimitir i el tripartit de PLD, NPP i Partit Socialdemòcrata (PSD) va seguir governant encapçalat pel president del PLD, Ryūtarō Hashimoto, i Kan entrà al govern com a ministre de Salut i Benestar Social fins les eleccions generals japoneses de 1996.
Amb la fundació del Partit Demòcrata el 27 d'abril de 1998, Naoto Kan fou designat com a president del partit, però arran d'un escàndol va haver de dimitir en 2004, i el seu substitut com a president del partit va ser el liberal moderat Katsuya Okada.
A eleccions generals japoneses de 2009 celebrades el 30 d'agost el Partit Demòcrata va obtenir una gran victòria que li assegura la majoria absoluta a la Cambra de Representants del Japó, per la qual cosa el seu líder i candidat Yukio Hatoyama es va convertir en primer ministre a mitjans de setembre, i Naoto Kan va ser nomenat viceprimer ministre del Japó i Ministre de Finances del govern de Hatoyama.

### Primer ministre
Yukio Hatoyama va dimitir el 2 de juny de 2010 per no haver complert el compromís de tancar la base aèria de Yokota i el finançament irregular atribuït al seu entorn polític i millorar les opcions del seu partit en les eleccions a la cambra alta vuit mesos després de ser nomenat primer ministre prometent retallar la despesa, prendre el control de la política als buròcrates i donar als consumidors més diners per estimular la demanda interna, sent rellevat per Naoto Kan, mantenint la coalició entre Partit Democràtic i el Nou Partit del Poble.
Naoto Kan va dimitir com a primer ministre del Japó el 26 d'agost del 2011 després que el Parlament japonès aprovés dues lleis promogudes per ell per a canalitzar la reconstrucció del país després del Terratrèmol i tsunami del Japó del 2011 i l'accident nuclear de Fukushima I. La Cambra de Representants es va dissoldre el 16 de novembre de 2012 a proposta del nou primer ministre Yoshihiko Noda.